# 스위스 치즈 모델

사고 원인에 대한 스위스 치즈 모델은 위험과 사고 사이에 많은 방어 계층이 있지만 각 계층에는 정렬되면 사고가 발생할 수 있는 결함이 있음을 보여준다. 이 다이어그램에서는 세 개의 위험 벡터가 방어에 의해 저지되지만 하나는 "구멍"이 늘어선 곳을 통과한다.

스위스 치즈 모델(Swiss cheese model) 또는 스위스 치즈 사고 원인 모델은 위험 분석 및 위험관리에 사용되는 모델이다. 이는 인간 시스템을 스위스 치즈의 여러 조각에 비유한다. 각 조각에 무작위로 배치되고 크기가 지정된 구멍이 나란히 쌓여 있으며, 위협이 현실화될 위험은 다양한 계층과 유형의 방어를 통해 완화되며 계층화되어 있다. 따라서 이론적으로 한 방어의 실수와 약점은 위험이 실현되는 것을 허용하지 않는다(예: 스택의 각 조각에 있는 구멍이 다른 모든 조각의 구멍과 정렬됨). 이는 단일 장애점을 방지하기 위한 다른 방어도 존재하기 때문이다(예: 다른 치즈 조각).
이 모델은 원래 맨체스터 대학의 제임스 T. 리즌이 공식적으로 제안한 이후 널리 받아들여졌다. 이는 때때로 "누적 행위 효과"(cumulative act effect)라고도 한다. 응용 부문에는 항공 안전, 엔지니어링, 의료, 응급 서비스 조직이 포함되며 컴퓨터 보안 및 심층 방어에 사용되는 계층형 보안의 기본 원리도 포함된다.
스위스 치즈 모델은 개념을 연관시키는 유용한 방법으로 존중되고 간주되지만, 너무 광범위하게 사용되고 다른 모델이나 지원이 충분하지 않다는 비판을 받아 왔다.

## 같이 보기
- 반복문
- 다중화 (시스템)
- 근본 원인 분석
- 시스템 공학